# Petroica phoenicea
Petroica phoenicea е вид птица от семейство Petroicidae. Видът е почти застрашен от изчезване.

## Разпространение
Разпространен е в Австралия.